# Ragnacharius
Ragnacharius (auch Ragnachar und Ragnacher; † zwischen 621 und 629) war ein Bischof von Augst und Basel.
Ragnacharius war ein Schüler des Eustasius, Abts des Klosters Luxeuil, wo er Mönch wurde. Anfang des 7. Jahrhunderts war er Bischof von Basel. Er wird in der Vita des hl. Eustasius von Luxeuil als Augustanus et Basileae ecclesiarum praesul genannt. Die doppelte Ortsangabe könnte ein Hinweis auf die Verlegung des Bischofssitzes von Augst nach Basel sein. In der Vita S. Agili wird er dagegen nur als Ragnacharius qui Augustodunensis bezeichnet. Vielleicht bezieht sich auf ihn auch die Stelle in der Vita des heiligen Gallus, wonach Herzog Cunzo von Alemannien den mit Namen nicht genannten Augustodunensem praesulem zur Wahl des Bischofs Johannes I. von Konstanz berufen habe.
Die Erwähnung eines Bischofs in der Region Basel nach fast 300 Jahren Unterbruch (zuvor wird nur für das 4. Jahrhundert Iustinianus genannt) steht wohl in einem Zusammenhang mit der Mission Kolumbans und der 614 erstmals fassbaren Wiederbelebung der Erzdiözese Besançon. Nach Ragnacharius könnte das Bistum Basel jedoch wieder untergegangen sein, da die älteste bekannte Bischofsliste an erster Stelle Walaus anführt, der sein Amt in der Mitte des 8. Jahrhunderts versah. Zwischen Ragnacharius und Walaus sind aber keine Namen von Basler Bischöfen überliefert. 
Wo sich die Bischofskirche zu Zeiten von Ragnacharius befand, ist unsicher. Am Standort des heutigen Münsters stand jedenfalls nach heutigen Kenntnisstand noch keine Kirche.